# Star Wars Kenner Action Figures
Star Wars Kenner Action Figures è una linea di action figure dedicata al franchise di Guerre stellari, basata sulla trilogia cinematografica originale,  prodotta dall'azienda statunitense specializzata in giocattoli Kenner.
La serie comprende più di cento personaggi prodotti dal 1977 al 1985, con vendite di circa 300 milioni di pezzi nel mondo.

## Storia
Nel 1976 la licenza per produrre action figure di Star Wars era stata offerta alla Mego Corporation, che all'epoca era l'azienda leader nella produzione di giocattoli di quel genere. La Mego declinò l'offerta e quindi la licenza finì alla Kenner, una sussidiaria della General Mills.
Anche se il primo film di Guerre stellari uscì nel maggio del 1977, la Kenner si trovò impreparata al grande successo riscosso dalla pellicola di George Lucas ed alla conseguente richiesta di giocattoli inerenti al franchise. Non essendo in grado di produrre e consegnare in tempo i prodotti per il mercato natalizio, la compagnia distribuì nei negozi il cosiddetto "Early Bird Certificate Package", una semplice confezione cartonata che includeva un certificato da spedirsi alla Kenner via posta per ricevere a casa, in seguito, quattro action figure di Star Wars. La confezione conteneva inoltre varie foto, adesivi, ed una tessera da membro del fan club di Star Wars.
Quando finalmente la prima linea di giocattoli arrivò nei negozi, erano stati prodotti altri otto personaggi, portando il numero totale a dodici. A questi seguirono nel 1978 tutta una serie di veicoli ed accessori per ampliare la gamma offerta, come il landspeeder a controllo sonoro esclusiva della J.C. Penney, e lo scenario in cartone della taverna di Mos Eisley distribuito dalla Sears che introdusse altre quattro nuove action figure.
I quattro personaggi inclusi nello scenario della taverna furono poi distribuiti e venduti singolarmente. Nel 1978 le vendite della linea di prodotti Star Wars della Kenner raggiunsero i 40 milioni di unità, con introiti superiori ai 100 milioni di dollari.
In anticipazione dell'uscita del sequel L'Impero colpisce ancora, la Kenner offrì la prima promozione speciale ai propri clienti, con la quale inviando quattro prove d'acquisto via posta si poteva ricevere un nuovo personaggio, Boba Fett. L'action figure in questione, originariamente aveva un jet-pack che sparava un razzo di plastica, ma venne presto modificata per ragioni di sicurezza. Altre promozioni simili furono lanciate nel 1984.
Il fatturato generato dalle vendite nel 1979 sfondò il tetto dei 100 milioni di dollari. La Kenner continuò a produrre successive serie di action figure e nel 1984, l'anno dopo l'uscita nei cinema di Il ritorno dello Jedi, il totale dei personaggi salì a 79 (senza contare le varianti dei singoli personaggi principali). Altro fattore che contribuì al successo della serie, fu la produzione di veicoli in plastica sui quali potevano essere alloggiati i vari personaggi, incluse le astronavi più famose come il Millennium Falcon o i caccia X-Wing; i playset, diorami in plastica e cartone che riproducono ambienti naturali o artificiali relativi alle scenografie viste nei film; creature, animali e mostri alieni vari; veicoli mono o biposto progettati in esclusiva per la linea di giocattoli.
Nel 1985, la linea di action figure venne rinominata Power of the Force ed uscirono altri 15 personaggi. Nello stesso periodo, furono prodotte anche altre due serie di action figure collegate a Star Wars, basate sui cartoni animati Droids Adventures e Ewoks. La serie Droids Adventures contava dodici personaggi (due dei quali identici già distribuiti nella serie regolare di Star Wars), mentre Ewoks era costituita da 6 personaggi.
Intorno alla metà del 1985, la domanda di nuovo merchandise di Star Wars iniziò a scemare e la Kenner fermò la produzione di nuove action figure.

## Descrizione
Le action figure di Guerre stellari della Kenner erano fatte di plastica, di solito alte meno di 10 centimetri, circa 7 cm, e con cinque punti di snodo, ma c'erano anche molte varianti ed eccezioni alla norma. Insieme ai vari personaggi dei tre film, furono prodotti anche numerosi veicoli e scenari. La linea delle action figure Star Wars della Kenner fu la prima ad essere prodotta nel formato dei 7 cm. di altezza. Fino ad allora si partiva da minimo 15–20 cm per quel genere di prodotti. Il nuovo standard si impose, oltre che per il successo del film, per i ridotti costi di produzione che comportava (meno plastica, meno componenti). Le armi in dotazione alle action figure difficilmente erano impugnabili dalle mani dei personaggi, e scivolavano spesso via, a meno di non essere incastrate in maniera approssimativa.
La maggior parte delle action figure erano vendute singolarmente confezionate all'interno di blister in plastica su cartoncino nero adornato da foto del personaggio in questione presa dai film.

## Varianti
Esistono varianti della maggior parte dei personaggi. Queste vanno dalla modifica di sembianze o rimpiazzo di accessori in dotazione, alla differente colorazione, per esempio nel colore dei capelli, a differenze vere e proprie nell'aspetto dell'action figure con la sostituzione della testa, ecc... Alcune varianti particolarmente rare sono molto ricercate nel mercato del collezionismo vintage.
Nello specifico i casi più famosi riguardarono le action figure di R2-D2, C-3PO, Han Solo, e dei jawa. All'epoca dell'uscita de L'impero colpisce ancora, R2-D2 venne modificato per includere un periscopio, mentre C-3PO fu prodotto con gli arti rimovibili. Nel 1985, R2-D2 venne nuovamente modificato per contenere una spada laser. La prima versione di Han Solo aveva una testa troppo piccola, che venne sostituita da una più grande con fattezze maggiormente somiglianti all'attore che interpretava il personaggio sullo schermo, Harrison Ford. Nella prima versione, i jawa avevano la cappa in plastica e non in stoffa. Il personaggio di Snaggletooth incluso nel set "Sears Exclusive Cantina Adventure Playset" aveva il vestito blu e stivali argentati, ed era più o meno della stessa altezza di Luke e Han. Su richiesta di George Lucas in persona, il personaggio venne modificato dimezzandone la taglia, vestendolo di rosso ed eliminando gli stivali argento. Solo quest'ultima versione riveduta e corretta venne poi venduta singolarmente all'interno della serie regolare. Infine, le spade laser delle action figure di Luke Skywalker, Obi Wan Kenobi e Darth Vader furono modificate cambiando il meccanismo di funzionamento per l'estrazione. La spada laser usciva dal braccio, spingendo una levetta. La versione originale, era fatta da due parti scorrevoli che si allungavano a telescopio.

## Variazioni nelle confezioni
A partire dalla metà del 1984, i personaggi in vendita singolarmente nei negozi furono confezionati in modo da avere il logo del film della saga che era nei cinema al momento, quindi gli stessi personaggi furono venduti dentro confezioni con il logo di Star Wars fino al 1980, poi Empire Strikes Back fino al 1983, seguito da Return of the Jedi e, nel 1984, Power of the Force.
Anche il retro delle confezioni cambiò con il passare degli anni, per includere le immagini delle nuove action figure prodotte nel frattempo. Le prime confezioni illustravano sul retro la prima serie di 12 personaggi, conosciuta come "12-back". Queste furono soppiantate dal "20-back", successivamente "21-back", "31-back", "32-back", "41-back", "45-back", "47-back", "48-back", "65-back", "77-back", "79-back" e "92-back".
Altre piccole differenze riguardano adesivi e medaglie promozionali e variazioni nelle fotografie che ritraggono i personaggi. Un caso singolare è quello della confezione del personaggio Death Squad Commander, facente parte della prima serie di 12 action figure, che venne rinominato in un più politicamente corretto Star Destroyer Commander a partire dalle confezioni con il logo Empire Strikes Back ("31-back").
Attualmente sono riconosciute ufficialmente 57 differenti combinazioni inerenti al fronte/retro delle confezioni, escludendo le action figure delle serie Droids Adventures e Ewoks.

## Licenze estere
Le action figure di Star Wars furono distribuite in quasi tutto il mondo. Abitualmente, le licenze di distribuzione venivano acquistate da altre compagnie estere, molte delle quali sussidiarie della General Mills.
In Gran Bretagna, furono importate dalla Palitoy, in Spagna dalla PBP/Poch, in Francia dalla Meccano, in Germania dalla Parker, in Italia dalla Harbert e in Scandinavia dalla Brio/Playmix.
In Giappone, la linea di giocattoli di Star Wars venne inizialmente distribuita dalla Takara, poi dalla Popy e successivamente dalla Tsukuda.
 In Australia l'importazione spettò alla Toltoys, mentre in Messico se ne occupò la Lili Ledy ed in Brasile la Glasslite.
In certi casi le action figure distribuite all'estero erano notevolmente differenti dagli originali della Kenner. La giapponese Takara, per esempio, vendette versioni diverse di Darth Vader, Stormtrooper, e C-3PO. La Lili Ledy utilizzò diverse colorazioni per alcuni dettagli e differenti accessori. La serie Droids Adventures della Glasslite distribuì un personaggio di nome "Vlix", inedito in altri Paesi. L'action figure di Vlix era un prototipo non realizzato della Kenner per il mercato statunitense.
A partire dal 1984, in Europa molti personaggi furono distribuiti con un triplice logo sulla confezione, in tre lingue diverse: inglese, francese, e spagnolo. Il personaggio denominato "Yak Face", prodotto ufficialmente dalla Kenner ma mai distribuito negli Stati Uniti, era invece regolarmente in vendita in Canada, Australia, ed Europa.

## Contraffazioni
Sebbene la linea di prodotti fosse disponibile anche in numerosi Paesi esteri, altre nazioni non avevano una licenza ufficiale di distribuzione. Volendo approfittare della grande richiesta di giocattoli di Star Wars, alcuni produttori immisero sul mercato delle action figure "pirata" non ufficiali. Spesso di scarsa qualità e rifinitura approssimativa, erano fatte di svariati materiali. In alcuni casi, come per esempio le action figure prodotte dalla Uzay in Turchia, erano dipinte con colori differenti dagli originali con poca attenzione all'autenticità. La bizzarria di questi personaggi inventati di sana pianta assemblando pezzi diversi degli originali o pitturati con vistosi colori psichedelici, generarono con il passare degli anni un certo interesse da parte del mercato collezionistico e raggiunsero anche quotazioni elevate. Questo portò in seguito all'ironica situazione nella quale le action figure originali della Kenner venivano alterate deliberatamente per defraudare i collezionisti di personaggi "pirata".

## Power of the Force 2
Un rinnovato interesse nei confronti del marchio di Guerre stellari si ebbe nella metà degli anni novanta, grazie all'uscita della trilogia su DVD e VHS ed in anticipazione delle "edizioni speciali" dei tre film. La Kenner venne acquisita dalla Tonka nel 1987 e successivamente assorbita dalla Hasbro nel 1991. Nel 1995 venne tuttavia distribuita sotto marchio Kenner una nuova linea di giocattoli di Guerre stellari, ancora con il logo Power of the Force. Queste nuove action figure differiscono molto dalle vecchie serie a causa soprattutto dell'aspetto dei personaggi, maggiormente muscolosi, e sono conosciute presso i collezionisti con il nome Power of the Force 2.

## Lista delleaction figurediStar Warsdella Kenner
La Kenner produsse e distribuì più di 100 action figure di Guerre stellari nel periodo compreso dal 1977 al 1985. La tabella sotto riporta le informazioni reperibili sulle prime versioni delle confezioni di ogni personaggio. Dopo la prima uscita di un'action figure, dettagli nella confezione, nel nome, e negli accessori erano soggetti a modifiche successive.
Nella lista sono incluse 96 action figure, sebbene le pubblicità dell'epoca ne riportassero 93 totali. Questo perché la Kenner produsse nuove versioni di R2-D2 e C-3PO, con nuovo numero di catalogo, smettendo di produrre le precedenti versioni. In totale furono create tre versioni di R2-D2 e due di C-3PO.
Inoltre si noti come sia stato dato l'identico nome "Bespin Security Guard" a due action figure diverse. Il primo personaggio è bianco (No. 39810), il secondo (No. 69640) è nero.
L'anno indicato nella tabella è relativo all'anno di produzione, non all'anno di uscita.
| "Serie" | Prima confezione                                                  | Action figure (nome scritto sulla prima confezione) | N° Prod. (sulla confezione) | Anno |
| ------- | ----------------------------------------------------------------- | --------------------------------------------------- | --------------------------- | ---- |
| A       | 12-Back "Star Wars"                                               | Luke Skywalker                                      | No. 38180                   | 1977 |
| A       | 12-Back "Star Wars"                                               | Princess Leia Organa                                | No. 38190                   | 1977 |
| A       | 12-Back "Star Wars"                                               | Artoo-Detoo (R2-D2)                                 | No. 38200                   | 1977 |
| A       | 12-Back "Star Wars"                                               | Chewbacca                                           | No. 38210                   | 1977 |
| A       | 12-Back "Star Wars"                                               | See-Threepio (C-3PO)                                | No. 38220                   | 1977 |
| A       | 12-Back "Star Wars"                                               | Darth Vader                                         | No. 38230                   | 1977 |
| A       | 12-Back "Star Wars"                                               | Stormtrooper                                        | No. 38240                   | 1977 |
| A       | 12-Back "Star Wars"                                               | Ben (Obi-Wan) Kenobi                                | No. 38250                   | 1977 |
| A       | 12-Back "Star Wars"                                               | Han Solo                                            | No. 38260                   | 1977 |
| A       | 12-Back "Star Wars"                                               | Jawa                                                | No. 38270                   | 1977 |
| A       | 12-Back "Star Wars"                                               | Sand People                                         | No. 38280                   | 1977 |
| A       | 12-Back "Star Wars"                                               | Death Squad Commander                               | No. 38290                   | 1977 |
| B       | 20-Back "Star Wars"                                               | Greedo                                              | No. 39020                   | 1978 |
| B       | 20-Back "Star Wars"                                               | Hammerhead                                          | No. 39030                   | 1978 |
| B       | 20-Back "Star Wars"                                               | Snaggletooth                                        | No. 39040                   | 1978 |
| B       | 20-Back "Star Wars"                                               | Walrus Man                                          | No. 39050                   | 1978 |
| B       | 20-Back "Star Wars"                                               | Luke Skywalker: X-Wing Pilot                        | No. 39060                   | 1978 |
| B       | 20-Back "Star Wars"                                               | R5-D4                                               | No. 39070                   | 1978 |
| B       | 20-Back "Star Wars"                                               | Death Star Droid                                    | No. 39080                   | 1978 |
| B       | 20-Back "Star Wars"                                               | Power Droid                                         | No. 39090                   | 1978 |
| C       | 21-Back "Star Wars"                                               | Boba Fett                                           | No. 39250                   | 1979 |
| D       | 31-Back "The Empire Strikes Back"                                 | Leia Organa (Bespin Gown)                           | No. 39720                   | 1980 |
| D       | 31-Back "The Empire Strikes Back"                                 | FX-7                                                | No. 39730                   | 1980 |
| D       | 31-Back "The Empire Strikes Back"                                 | Imperial Stormtrooper (Hoth Battle Gear)            | No. 39740                   | 1980 |
| D       | 31-Back "The Empire Strikes Back"                                 | Rebel Soldier (Hoth Battle Gear)                    | No. 39750                   | 1980 |
| D       | 31-Back "The Empire Strikes Back"                                 | Bossk (Bounty Hunter)                               | No. 39760                   | 1980 |
| D       | 31-Back "The Empire Strikes Back"                                 | IG-88                                               | No. 39770                   | 1980 |
| D       | 31-Back "The Empire Strikes Back"                                 | Luke Skywalker (Bespin Fatigues)                    | No. 39780                   | 1980 |
| D       | 31-Back "The Empire Strikes Back"                                 | Han Solo (Hoth Outfit)                              | No. 39790                   | 1980 |
| D       | 31-Back "The Empire Strikes Back"                                 | Lando Calrissian                                    | No. 39800                   | 1980 |
| D       | 31-Back "The Empire Strikes Back"                                 | Bespin Security Guard                               | No. 39810                   | 1980 |
| E       | 32-Back "The Empire Strikes Back"                                 | Yoda                                                | No. 38310                   | 1980 |
| F       | 41-Back "The Empire Strikes Back"                                 | Ugnaught                                            | No. 39319                   | 1981 |
| F       | 41-Back "The Empire Strikes Back"                                 | Dengar                                              | No. 39329                   | 1981 |
| F       | 41-Back "The Empire Strikes Back"                                 | Han Solo (Bespin Outfit)                            | No. 39339                   | 1981 |
| F       | 41-Back "The Empire Strikes Back"                                 | Lobot                                               | No. 39349                   | 1981 |
| F       | 41-Back "The Empire Strikes Back"                                 | Leia (Hoth Outfit)                                  | No. 39359                   | 1981 |
| F       | 41-Back "The Empire Strikes Back"                                 | Rebel Commander                                     | No. 39369                   | 1981 |
| F       | 41-Back "The Empire Strikes Back"                                 | AT-AT Driver                                        | No. 39379                   | 1981 |
| F       | 41-Back "The Empire Strikes Back"                                 | Imperial Commander                                  | No. 39389                   | 1981 |
| F       | 41-Back "The Empire Strikes Back"                                 | 2-1B                                                | No. 39399                   | 1981 |
| G       | 45-Back "The Empire Strikes Back"                                 | Artoo-Detoo (R2-D2) (with Sensorscope)              | No. 69420 / No. 69590       | 1982 |
| G       | 45-Back "The Empire Strikes Back"                                 | C-3PO (Removable Limbs)                             | No. 69430 / No. 69600       | 1982 |
| G       | 45-Back "The Empire Strikes Back"                                 | Luke Skywalker (Hoth Battle Gear)                   | No. 69610                   | 1982 |
| G       | 45-Back "The Empire Strikes Back"                                 | AT-AT Commander                                     | No. 69620                   | 1982 |
| G       | 45-Back "The Empire Strikes Back"                                 | (Twin-Pod) Cloud Car Pilot                          | No. 69630                   | 1982 |
| G       | 45-Back "The Empire Strikes Back"                                 | Bespin Security Guard                               | No. 69640                   | 1982 |
| H       | 48-Back "The Empire Strikes Back"                                 | 4-LOM                                               | No. 70010                   | 1982 |
| H       | 47-Back "The Empire Strikes Back"                                 | Zuckuss                                             | No. 70020                   | 1982 |
| I       | 47-Back "The Empire Strikes Back"                                 | Imperial Tie Fighter Pilot                          | No. 70030                   | 1982 |
| J       | 65-Back "Return of the Jedi"                                      | Admiral Ackbar                                      | No. 70310                   | 1983 |
| J       | 65-Back "Return of the Jedi"                                      | Luke Skywalker (Jedi Knight Outfit)                 | No. 70650                   | 1983 |
| J       | 65-Back "Return of the Jedi"                                      | Princess Leia Organa (Boushh Disguise)              | No. 70660                   | 1983 |
| J       | 65-Back "Return of the Jedi"                                      | Gamorrean Guard                                     | No. 70670                   | 1983 |
| J       | 65-Back "Return of the Jedi"                                      | Emperor's Royal Guard                               | No. 70680                   | 1983 |
| J       | 65-Back "Return of the Jedi"                                      | Chief Chirpa                                        | No. 70690                   | 1983 |
| J       | 65-Back "Return of the Jedi"                                      | Logray (Ewok Medicine Man)                          | No. 70710                   | 1983 |
| J       | 65-Back "Return of the Jedi"                                      | Klaatu                                              | No. 70730                   | 1983 |
| J       | 65-Back "Return of the Jedi"                                      | Rebel Commando                                      | No. 70740                   | 1983 |
| J       | 65-Back "Return of the Jedi"                                      | Weequay                                             | No. 70760                   | 1983 |
| J       | 65-Back "Return of the Jedi"                                      | Squid Head                                          | No. 70770                   | 1983 |
| J       | 65-Back "Return of the Jedi"                                      | General Madine                                      | No. 70780                   | 1983 |
| J       | 65-Back "Return of the Jedi"                                      | Bib Fortuna                                         | No. 70790                   | 1983 |
| J       | 65-Back "Return of the Jedi"                                      | Ree-Yees                                            | No. 70800                   | 1983 |
| J       | 65-Back "Return of the Jedi"                                      | Biker Scout                                         | No. 70820                   | 1983 |
| J       | 65-Back "Return of the Jedi"                                      | Lando Calrissian (Skiff Guard Disguise)             | No. 70830                   | 1983 |
| J       | 65-Back "Return of the Jedi"                                      | Nien Nunb                                           | No. 70840                   | 1983 |
| K       | 77-Back "Return of the Jedi"                                      | Nikto                                               | No. 71190                   | 1984 |
| K       | 77-Back "Return of the Jedi"                                      | 8D8                                                 | No. 71210                   | 1984 |
| K       | 77-Back "Return of the Jedi"                                      | Princess Leia Organa (in Combat Poncho)             | No. 71220                   | 1984 |
| K       | 77-Back "Return of the Jedi"                                      | Wicket W. Warrick                                   | No. 71230                   | 1984 |
| K       | 77-Back "Return of the Jedi"                                      | The Emperor                                         | No. 71240                   | 1984 |
| K       | 77-Back "Return of the Jedi"                                      | B-Wing Pilot                                        | No. 71280                   | 1984 |
| K       | 77-Back "Return of the Jedi"                                      | Klaatu (in Skiff Guard Outfit)                      | No. 71290                   | 1984 |
| K       | 77-Back "Return of the Jedi"                                      | Han Solo (in Trench Coat)                           | No. 71300                   | 1984 |
| K       | 77-Back "Return of the Jedi"                                      | Teebo                                               | No. 71310                   | 1984 |
| K       | 77-Back "Return of the Jedi"                                      | Prune Face                                          | No. 71320                   | 1984 |
| K       | 77-Back "Return of the Jedi"                                      | AT-ST Driver                                        | No. 71330                   | 1984 |
| K       | 77-Back "Return of the Jedi"                                      | Rancor Keeper                                       | No. 71350                   | 1984 |
| L       | 79-Back "Power of the Force "                                     | Lumat                                               | No. 93670                   | 1984 |
| L       | 79-Back "Power of the Force"                                      | Paploo                                              | No. 93680                   | 1984 |
| M       | 92-Back "Power of the Force"                                      | Luke Skywalker (in Battle Poncho)                   | No. 93710                   | 1985 |
| M       | 92-Back "Power of the Force"                                      | Artoo-Detoo (R2-D2) with pop-up Lightsaber          | No. 93720                   | 1985 |
| M       | 92-Back "Power of the Force"                                      | Romba                                               | No. 93730                   | 1985 |
| M       | 92-Back "Power of the Force"                                      | Amanaman                                            | No. 93740                   | 1985 |
| M       | 92-Back "Power of the Force"                                      | Barada                                              | No. 93750                   | 1985 |
| M       | 92-Back "Power of the Force"                                      | Imperial Gunner                                     | No. 93760                   | 1985 |
| M       | 92-Back "Power of the Force"                                      | Han Solo (in Carbonite Chamber)                     | No. 93770                   | 1985 |
| M       | 92-Back "Power of the Force"                                      | Luke Skywalker (Imperial Stormtrooper Outfit)       | No. 93780                   | 1985 |
| M       | 92-Back "Power of the Force"                                      | Anakin Skywalker                                    | No. 93790                   | 1985 |
| M       | 92-Back "Power of the Force"                                      | EV-9D9                                              | No. 93800                   | 1985 |
| M       | 92-Back "Power of the Force"                                      | Warok                                               | No. 93810                   | 1985 |
| M       | 92-Back "Power of the Force"                                      | Lando Calrissian (General Pilot)                    | No. 93820                   | 1985 |
| M       | 92-Back "Power of the Force"                                      | A-Wing Pilot                                        | No. 93830                   | 1985 |
| M       | 92-Back "Power of the Force"                                      | Imperial Dignitary                                  | No. 93850                   | 1985 |
| N       | 93-Back "Power of the Force" (Distribuito al di fuori degli U.S.) | Yak Face                                            | No. 93840                   | 1985 |

## Riferimenti nella cultura di massa
- Nel film horror del 1982 Poltergeist - Demoniache presenze, due bambini giocano con delle action figure di Guerre stellari prodotte dalla Kenner.
- Sempre nel 1982, in E.T. l'extra-terrestre è presente una scena dove Elliot mostra a E.T. i suoi personaggi di Guerre stellari.
- Nel film parodia Balle spaziali del 1987, il personaggio interpretato da Rick Moranis, Lord Casco Nero, gioca con delle action figure dei personaggi del film (incluso se stesso), evidente riferimento alla popolarità dei giocattoli della Kenner di Star Wars.